# Greg Oden
Gregory Wayne Oden Jr. (Buffalo, 22 de janeiro de 1988) é um ex-jogador norte-americano de basquete profissional, que atuava como pivô na National Basketball Association (NBA). 
Em 28 de junho de 2007, Oden foi selecionado como a primeira escolha geral no Draft da NBA de 2007 pelo Portland Trail Blazers. Foi submetido a uma cirurgia após uma microfratura do joelho em setembro de 2007, e perdeu toda a temporada da NBA de 2007–08. Após se recuperar, fez sua estreia na NBA na noite de abertura da temporada 2008–09. Em 15 de março de 2012, foi dispensado pelo Trail Blazers depois de um longo histórico de lesões. Ele assinou com o Miami Heat em 7 de agosto de 2013, mais de três anos após seu último jogo pela NBA. Em agosto de 2015, ele assinou com o Jiangsu Dragons, da China, mas rompeu o contrato em fevereiro de 2016, após 25 partidas. Em 28 de outubro de 2016, com apenas 28 anos, Oden anunciou sua aposentadoria das quadras.
Foram apenas três anos na NBA - 2008–09 e 2009–10 pelos Blazers e 2013–14 pelo Miami Heat -, com só 105 jogos disputados.

## Estatística na NBA

### Temporada Regular
| Ano      | Equipe                 | PJ  | PT | MPJ  | AP   | 3P   | LL   | RT  | AS  | BR  |
| -------- | ---------------------- | --- | -- | ---- | ---- | ---- | ---- | --- | --- | --- |
| 2008–09  | Portland Trail Blazers | 61  | 39 | 21.5 | .564 | .000 | .637 | 7.0 | 0.5 | 0.4 |
| 2009–10  | Portland Trail Blazers | 21  | 21 | 23.9 | .605 | .000 | .766 | 8.5 | 0.9 | 0.4 |
| 2013–14  | Miami Heat             | 23  | 6  | 9.2  | .551 | .000 | .565 | 2.3 | 0.0 | 0.3 |
| Carreira |                        | 105 | 66 | 19.3 | .574 | .000 | .658 | 6.2 | 0.5 | 0.4 |

### Playoffs
| Ano      | Equipe                 | PJ | PT | MPJ  | AP   | 3P   | LL   | RT  | AS  | BR  | TO  | PPJ |
| -------- | ---------------------- | -- | -- | ---- | ---- | ---- | ---- | --- | --- | --- | --- | --- |
| 2009     | Portland Trail Blazers | 6  | 0  | 16.0 | .524 | .000 | .667 | 4.3 | 0.0 | 0.3 | 0.8 | 5.0 |
| 2014     | Miami Heat             | 1  | 0  | 5.0  | .000 | .000 | .000 | 1.0 | 1.0 | 1.0 | 0.0 | 0.0 |
| Carreira |                        | 7  | 0  | 14.3 | .524 | .000 | .667 | 3.9 | 0.1 | 0.4 | 0.7 | 4.3 |